# Fondazione per le scienze religiose Giovanni XXIII
La Fondazione per le scienze religiose (FSCIRE) è un istituto di ricerca che pubblica, sviluppa, forma, serve, organizza, accoglie e comunica la ricerca nell'ambito delle scienze religiose con particolare riguardo al cristianesimo, all'islam e al loro rapporto con le altre comunità di fede.
Presieduta da Alessandro Pajno e diretta da Alberto Melloni, FSCIRE è nata nel 1953 da un'intuizione di Giuseppe Dossetti e si è sviluppata grazie alla passione e all'impegno di Giuseppe Alberigo, che ne è stato per quasi mezzo secolo animatore e segretario.
Riconosciuta come infrastruttura di ricerca di eccellenza per le scienze religiose, FSCIRE opera mediante due biblioteche, la biblioteca "Giuseppe Dossetti" a Bologna e la biblioteca "Giorgio La Pira" a Palermo, nonché il Collegio "Beniamino Andreatta", l'Alta scuola europea Giuseppe Alberigo, le riviste specialistiche Cristianesimo nella Storia e Quaderni di storia religiosa medievale, con un'ampia produzione editoriale, la piccola officina di video-storia e con l'esercizio professionale della ricerca e della formazione. A livello internazionale realizza e partecipa a reti di consorzi dedicati agli studi religiosi con un approccio fortemente interdisciplinare